# Lukáš Pavlásek
Lukáš Pavlásek (* 24. července 1978 Humpolec) je český komik, herec, textař, spisovatel a finalista soutěže StarDance …když hvězdy tančí 2015. Účinkuje v televizním pořadu Na stojáka. Napsal také několik knih, např. Z deníku Ajťáka, Ve tmě jako v ranci jdou tři počůránci a jiné.

## Život
Absolvoval Střední knihovnickou školu v Praze a poté vystřídal několik zaměstnání. V roce 2005 debutoval v pořadu Na stojáka televize HBO. Patří mezi české představitele stand-up comedy. Do konce roku 2012 natočil kolem osmdesáti výstupů a scének, ve kterých byl k vidění v různých druzích, stylu a polohách humoru.
Vystupuje v pořadech, které zabezpečuje umělecká agentura KOMICI s.r.o.
Ztvárnil také postavu „tydýta“ v televizní reklamě společnosti T-Mobile, v nichž účinkuje společně s hercem Vojtěchem Kotkem.
V roce 2015 skončil na třetím místě taneční show StarDance …když hvězdy tančí s profesionální tanečnicí Lucií Hunčárovou.
Také napsal knihy Jestli počkáš trochu dýl tak sem přijde krokodýl (2011), Prvotřídní blázni maj potíže s kázní (2013), Z deníku ajťáka (2015), Ve tmě jako v ranci jdou tři počůránci (2016), Ajťák vrací úder (2017), Racek a moře (2018), Soutěž jedlíků (2019) a Neuvěřitelné šílené příběhy (2020). Dále také spolupracoval s více autory na vzniku knih Komici s.r.o. (2009), Prdlé pohádky (2013) a Se psem mě baví svět (2017). Dále psal dětské luštění Bláznivá škola s Lukášem, Ztřeštěná zima s Lukášem, Parádní prázdniny s Lukášem a Hrajeme si s Lukášem. Psal fotoseriál Tydýt a jeho svět. Psal mimo jiné také různé články, sloupky a fejetony. Jako textař napsal minimálně 15 textů.
Společně s Ivou Pazderkovou tvrdili, že byli manželé. Roku 2022 Iva Pazderková oznámila, že manželství s Lukášem Pavláskem bylo pouze „experiment“ a nikdy spolu manželství neuzavřeli.
V roce 2022 se oženil s PR manažerkou Denisou Cingelovou.

## Filmografie
- 2005-dosud – Na stojáka (stand-up show)
- 2008-2016 – Komici s.r.o. (stand-up show)
- 2009 – Koko TV (TV pořad)
- 2009 – Jabloňový sad (film)
- 2009 – Host týdne (internetový pořad)
- 2010 – Občanský průkaz (film)
- 2010 – Manéž Bolka Polívky (TV pořad)
- 2012 – Čechové na Měsíci (studentský film)
- 2012 – Vyprávěj (TV seriál)
- 2012 – Poslední hra (film)
- 2012-2014 – Možná přijde i charita (TV pořad)
- 2013 – Helena (TV seriál)
- 2013 – NESHOW (TV pořad)
- 2013 – Krása pomoci (TV pořad)
- 2013 – Pravdivé príbehy s Katkou Brychtovou (TV seriál)
- 2013 – Polívka na víně (TV pořad)
- 2013 – Nejlepší scénka (TV pořad)
- 2014 – Parádně pokecal (film)
- 2014 – Kdo je kdo? (TV pořad)
- 2015 – Padesátka (film)
- 2015 – Korunní princ (film)
- 2015 – StarDance …když hvězdy tančí (7. řada) (TV pořad)
- 2016 – Sezn@mka (film)
- 2016 – Na vodě (TV seriál)
- 2016 – Mrazivá tajemství (internetový pořad)
- 2016 – Spletenec (film)
- 2016 – Pomáhej s humorem - Konto Bariéry (TV pořad)
- 2016-dosud – Comedy Club (stand-up show)
- 2017 – Taxikář (internetový seriál)
- 2017 – Špindl (film)
- 2018 – Inspektor Max (TV seriál)
- 2019 – Špindl 2 (film)
- 2020 – Zakleté pírko (film)
- 2020 – Republika Blaník (internetový seriál)
- 2020 – Cesta kolem světa s Ondřejem Sokolem a Lukášem Pavláskem (dokumentární pořad)
- 2020 – Cesta kolem světa (dokumentární film)
- 2020 – Na Pavláska (TV pořad)
- 2020 – Tajemství a smysl života (film)
- 2021 – Mstitel (film)

## Knihy
1. Komici s.r.o. (2009)
2. Jestli počkáš trochu dýl, tak sem přijde krokodýl (2011)
3. Prvotřídní blázni maj potíže s kázní (2013)
4. Prdlé pohádky (2013)
5. Z deníku ajťáka (2015)
6. Ve tmě jako v ranci jdou tři počůránci (2016)
7. Věnované pohádky (2016)
8. Ajťák vrací úder (2017)
9. Se psem mě baví svět (2017)
10. Čtení do kabelky aneb Nejlepší fejetony z časopisu Glanc (2018)
11. Racek a moře (2018)
12. Čtení na léto aneb Fejetony k vodě (2019)
13. Soutěž jedlíků (2019)
14. Neuvěřitelně šílené příběhy (2020)
15. Fejetony do kabelky (2021)
16. Rok ajťáka (2021)
17. Dopisy Ježíškovi (2021)
18. Bláznivá škola (2022)
19. Čtyřlístek: Reality show (2022)
20. Čtyřlístek: Spokojené tablety (2022)